# Intendentur
Intendentur kallas i de flesta arméer traditionellt den verksamhet, som ägnar sig åt förvaltningen och hushållningen vid förbanden.
Den centrala intendenturverksamheten utövas vanligen av en enhet inom Försvarsministeriet, och dessutom finns intendenturenheter vid alla truppavdelningar av viss storlek.

## Traditionell intendentur i svenska armén
I svenska armén förstås traditionellt som intendenturärenden alla sådana ärenden, som har att göra med truppernas materiel och underhåll, medan alla ekonomiska ärenden traditionellt räknades till kassaväsendet.
Högsta ledningen av intendenturärendena utövades av Arméförvaltningens intendentsdepartement, som ledes av en generalintendent, och som arbetar på en utrustningsbyrå, en underhållsbyrå och en civilbyrå, som bemannades av anställda tjänstemän inom Intendenturkåren och av Arméförvaltningens civila personal. Närmast lägre myndighet var arméfördelningschefen, som hade en fördelningsintendent till stöd för att handlägga ärenden i intendenturavdelningen vid arméfördelningsstaben. Vid regementena slutligen handlades intendenturärendena av regementschefen med biträde av en regementsintendent, som på samma gång hade eget ansvar för kassaärendena.
Vid en armé i fält stod intendenturen under högsta ledning av en generalintendent, som med stöd av erforderligt antal intendenturtjänstemän tog hand om arméns förplägnad samt kassa- och redovisningsväsendet m. m.. Denne stod omedelbart under högste befälhavaren. Vid varje underlydande högre stab fanns i allmänhet en särskild intendentur under en intendenturtjänsteman i närmaste överensstämmelse med förhållandena i fredstid.